# Гевірц Яків-Мойсей Германович
Яків-Мойсей Германович Гевірц (27 січня (08 лютого) 1879, Одеса, Російська імперія — 19 січня 1942, Ленінград, нині С.-Петербург, СРСР) — архітектор, історик та теоретик архітектури.

## Життєпис
Гевірц народився в Одесі в родині бухгалтера, закінчив комерційне училище.
У 1906 закінчив Імператорську академію мистецтв у Санкт-Петербурзі по архітектурної майстерні Леонтія Бенуа. Одночасно у 1905—1907 рр. навчався в Імператорському археологічному інституті.
Після закінчення Академії був премійований поїздкою до Італії.
Брав участь у розкопках античної Ольвії.
Був одружений, дружина — Анна Степанівна, двоє синів.
Гевірц помер від виснаження 19 січня 1942 у підвалі Академії мистецтв, де жили в блокаду її співробітники.
Вдова Ганна Степанівна поховала чоловіка на острові Голодай, на кладовищі «Острів Декабристів» в братській могилі поряд з іншими професорами Академії мистецтв, які не пережили блокаду. Могила загубилася, точне місце поховання архітектора невідоме.
Після війни син Герман, студент Гірничого інституту, звернувся до ректора Академії мистецтв Матвія Манізера з проханням встановити пам'ятник. Гранітну стелу-кенотаф відкрили на «блокадній» ділянці кладовища, на ній крім Якова Гевірця значаться прізвища ще кількох професорів академії, померлих в блокадну зиму.

## Творчість
У 1908 році переміг у конкурсі на проект комплексу будівель на єврейському Преображенському цвинтарі у Санкт-Петербурзі. Член будівельного комітету єврейської общини Санкт-Петербурга. Проектував споруди для потреб єврейських общин Росії.
У 1908 році створив проект пам'ятника жертвам єврейського погрому 1905 року в Одесі (не реалізований).
За його проєктом, що став переможцем конкурсу, у 1913 році збудовано Харківську хоральну синагогу по вул. Пушкінській, 12 (1914, будували В. Фельдман і М. Піскунов).
Також за проектом Гервиця реконструйовано Солдатську синагогу в Ростові на-Дону споруджено кінотеатр «Колізей» (1908) та низку прибуткових будинків в Сант-Петербурзі тощо.
У 1916—1921 — архітектор Управління залізничної лінії Петроград–Орел.
у 1921—1929 — викладач теорії архітектурної композиції на архітектурному факультеті 2-го Ленінградського політехнічного інституту; одночасно від 1922 — викладач, професор архітектурного факультету Ленінградської академії мистецтв, від 1936 — декан факультету.
Автор наукових досліджень з історії та теорії архітектури: «Авторское право на архитектурные произведения» (Петроград, 1917), «Архитектурные формы и композиция здания» (Москва; Ленинград, 1927); «История античной архитектуры: Очерки» (Ленинград, 1939) та ін.